# Akira Sakata

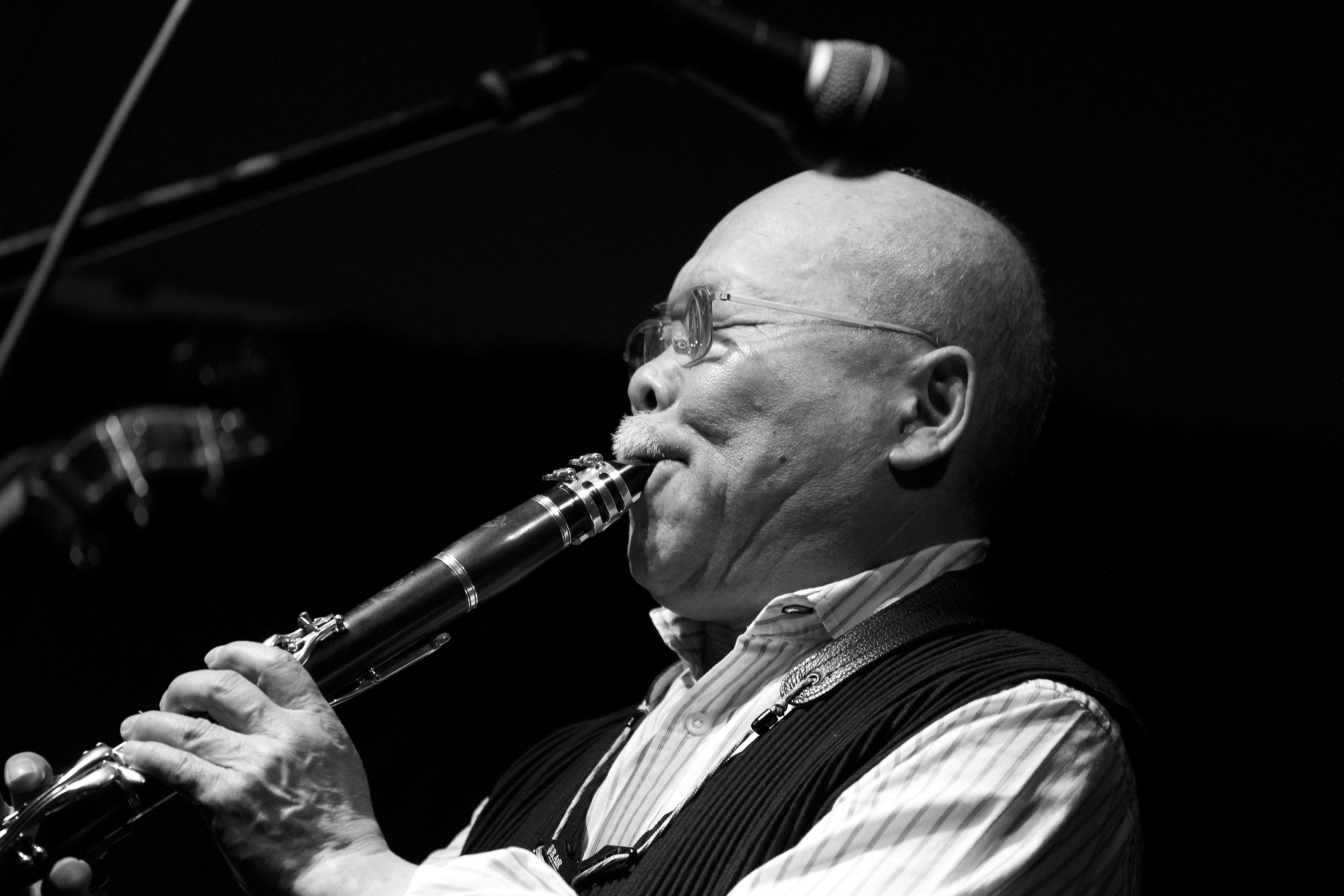
Mit dem Arashi Trio im Club W71, 2018

Akira Sakata (jap. 坂田 明, Sakata Akira; * 21. Februar 1945 in Kure, Präfektur Hiroshima) ist ein japanischer Free-Jazz-Musiker (Bassklarinette, Altsaxophon, Piano).

## Leben und Wirken
Sakata studierte zunächst Meeresbiologie an der Universität Hiroshima und gründete in Tokio eine erste eigene Formation Saibō-bunretsu (細胞分裂, „Zellteilung“). Von 1972 bis 1979 spielte er im Trio des Pianisten Yōsuke Yamashita, das auch – zum Quartett mit Manfred Schoof erweitert – auf Tournee ging (Distant Thunder, erschienen 1975 auf Enja). Er gehörte dann auch zum Jam Rice Sextet (mit Yamashita, Toshinori Kondō, Gerald Ohshita, Hideaki Mochizuki und Shōta Koyama), das 1986 das Album Jam Rice Relaxin’ live einspielte.
1980 gründete er ein Trio, mit dem er in Japan durch eine ausgedehnte Tournee bekannt wurde. Für das Enja-Label spielte er 1981 in Triobesetzung mit dem Bassisten Hiroshi Yoshino und dem Schlagzeuger Nobu Fuji das Album Dance ein. In diesem Jahr er auch auf dem Berliner Jazz Festival mit seinem Sakata Orchestra.
Ab 1982 arbeitete er mit einem Sextett mit zwei Schlagzeugern und zwei Gitarristen, mit dem er das Album Trauma aufnahm; außerdem arbeitete er mit seinem Sakira Da-Da-Da Orchestra. 1986 spielte er mit der Formation Last Exit (Bill Laswell, Peter Brötzmann, Sonny Sharrock und Ronald Shannon Jackson), zu hören auf dem Album Noise of Trouble: Last Exit Live in Tokyo. Laswell spielte dann Bass und Violine auf Sakatas Album Mooko, das er auch produzierte und das bei Virgin Records erschien. Außerdem spielte Sakata 1986 Duos mit Peter Kowald ein (dokumentiert auf dem FMP-Album Duos: Europa-Amerika-Japan).
1994 unternahm er eine Tournee durch Usbekistan, die Mongolei und China mit der Flying Mijinko Band mit japanischen, afrikanischen und amerikanischen Musikern: 1999 trat er mit dieser Formation und Bill Laswell auf einem World-Music-Konzert in Hiroshima auf.
Anfang der 2000er Jahre arbeitete Sakata mit seinen regulären Formationen Harpacticoida, der Sakata Akira „3“ mii, mit der er 2003 und 2008 in Düsseldorf auftrat, und mit Kesutoradamashi, die unterschiedliche Musikrichtungen verbinden soll. 2004 ging er mit DJ Krush auf eine USA-Tournee. Außerdem spielte er mit verschiedenen japanischen Folk-Musikern zusammen und arbeitete für verschiedene Fernseh-Dokumentarfilme, die sich mit meeresbiologischen Themen beschäftigen. Mit Chikamorachi und Masahiko Satch legte er 2018 das Album Proton Pump (Family Vineyard) vor. Mit Johan Berthling und Paal Nilssen-Love bildet er das Arashi Trio (dt. „Sturm“). 2019 erschien Horyu-ji, mit Christos Yermenoglou, Giovanni di Domenico und Giotis Damianidis, gefolgt von Tornado! des Great Sakata Quintet, mit Oliver Schwerdt, John Eckhardt, Antonio Borghini und Christian Lillinger.
Weiterhin ist er auch als Essayist und als Schauspieler bekannt.